# Бриле
Бриле (фр. Bruley) насеље је и општина у североисточној Француској у региону Лорена, у департману Мерт и Мозел која припада префектури Тул.
По подацима из 2011. године у општини је живело 593 становника, а густина насељености је износила 94,88 становника/km². Општина се простире на површини од 6,25 km². Налази се на средњој надморској висини од 263 метара (максималној 386 m, а минималној 218 m).

## Демографија
| 1962. | 1968. | 1975. | 1982. | 1990. | 1999. | 2011. |
| ----- | ----- | ----- | ----- | ----- | ----- | ----- |
| 278   | 350   | 341   | 382   | 539   | 586   | 593   |

График промене броја становника у току последњих година